# Oxwick and Pattesley
Oxwick and Pattesley var en civil parish fram till 1935 när den uppgick i civil parish Colkirk, i grevskapet Norfolk i England. Civil parish var belägen 6 km från Fakenham och hade 67 invånare år 1931.